# Aphidius cupressi
Aphidius cupressi är en stekelart som beskrevs av Wang och Zhiming Dong 1996. Aphidius cupressi ingår i släktet Aphidius och familjen bracksteklar. Inga underarter finns listade i Catalogue of Life.